# Камара, Джон
Джон Банколе Камара́ (англ. John Bankolé Kamara; 12 мая 1988, Фритаун, Сьерра-Леоне) — сьерра-леонский футболист, полузащитник филиппинского клуба «Юнайтед Сити» и сборной Сьерра-Леоне.

## Карьера

### Клубная карьера
Джон начал играть в футбол в школе, но так и не сыграв в национальном чемпионате, в 19 лет уехал за границу. Стал выступать на профессиональном уровне в чемпионате Ливана за клуб «Тадамон Сур».
В 2012 году полузащитник принял решение перейти в греческий «Аполлон Смирнис». 30 сентября 2012 года он дебютировал в составе нового клуба. По итогам сезона 2012/13 Камара провёл 34 матча в чемпионате, а «Аполлон», заняв первое место в Греческой футбольной лиге, получил право выступать в Греческой Суперлиге. Первую игру в высшем футбольном дивизионе Греции сьерралеонец провёл 18 августа 2013 года против «Ариса». Но в этом сезоне сыграл только 13 игр.
Летом 2014 Джон, чтобы получать больше игровой практики, перешёл в «Ламию». В октябре того же года полузащитник, вернувшись в Грецию после матчей за сборную, был отстранён на три недели от тренировок и общения с командой, руководство которой опасалось лихорадки Эбола. 2 ноября 2014 Камара во время матча чемпионата продемонстрировал болельщикам надетую под футболку майку с надписью «Мы западноафриканцы, а не вирус», за что получил дисквалификацию. Но она была отменена после вмешательства ФИФА.
20 августа 2015 года подписал двухлетний контракт с другим греческим клубом «Арис» (Салоники), но так и не вышел на поле в новом чемпионате и расторг соглашение с командой.
4 марта 2016 года полузащитник подписал контракт с латвийским клубом «Рига». Первый матч в первенстве Латвии Камара провёл против «Вентспилса». В латвийском клубе сыграл 26 матчей в чемпионате страны.
В декабре 2016 года перешёл в клуб чемпионата Казахстана «Кайсар» из Кызылорды, подписав контракт на год. Уверенно вошёл в основной состав в сезоне 2017 года, провёл 28 игр и забил один гол на выезде «Актобе» (1:1), помог клубу попасть в шестёрку. Контракт с ним был продлён ещё на год. За два сезона провёл 53 матча и забил один гол.
8 января 2019 года перешёл в клуб чемпионата Азербайджана «Кешля». 25 июня 2020 года подписал новый контракт с «Кешлёй» на сезон 2020/21. 27 декабря 2021 года покинул «Кешлю», расторгнув контракт по обоюдному согласию сторон.
11 марта 2022 года на правах свободного агента перешёл в клуб румынской Второй лиги «Политехника» из Яссы. Дебютировал 19 марта в гостевом матче против «Шелимбэра», выйдя на замену на 54-й минуте. Впервые в стартовом составе вышел 2 апреля в домашней игре с «Дачия», забив первый и единственный гол за клуб.
В январе 2023 года перешёл в клуб греческой Суперлиги 2 «Эгалео». Дебютировал 12 марта в домашнем матче против «Калитеи», выйдя на замену на 77-й минуте. Впервые в старте вышел 29 апреля в гостевой встрече с «Ханьей». Первый и единственный гол за клуб забил 28 октября, принеся своей команде ничью в домашней игре с «Калитеей».
21 марта 2024 года присоединился к клубу филиппинской Футбольной лиги «Юнайтед Сити».

### В сборной
8 июня 2013 года полузащитник дебютировал в сборной Сьерра-Леоне во встрече отборочного турнира к чемпионату мира 2014 со сборной Туниса. Первый гол забил 19 ноября 2014 года в ворота ДР Конго.
В 2014 году был признан лучшим футболистом Сьерра-Леоне.
В июне 2018 года снова получил приглашение в сборную сыграть в квалификации Кубка африканских наций 2019 против Кении (2:1).
Был включён в состав сборной на Кубок африканских наций 2021.

### Личная жизнь
Женат на гречанке Марии Анагности. Хорошо говорит по-английски, знает бытовой французский, немного по-арабски и гречески. Но не знает родного наречия, так как происходит из англоязычной африканской страны.